# جوي تانر
جوي تانر (بالإنجليزية: Joy Tanner)‏ هي ممثلة أمريكية وكندية، ولدت في 7 مارس 1966 بروتشستر في الولايات المتحدة.

## وصلات خارجية
- جوي تانر على موقع IMDb (الإنجليزية)
- جوي تانر على موقع ألو سيني (الفرنسية)
- جوي تانر على موقع أول موفي (الإنجليزية)
- جوي تانر على موقع إن إن دي بي (الإنجليزية)
- جوي تانر على موقع قاعدة بيانات الفيلم (الإنجليزية)
- جوي تانر على موقع كينوبويسك (الروسية)